# Arlington (New York)
Arlington ist ein gemeindefreies Gebiet und gleichzeitig ein Census-designated place im Dutchess County, New York in den Vereinigten Staaten. Im Jahr 2020 hatte der Ort 3010 Einwohner.
Arlington ist ein Vorort der City of Poughkeepsie und gehört zur Town of Poughkeepsie.
Nach den Angaben des United States Census Bureaus hat der CDP eine Fläche von 12,7 km², wovon lediglich 0,2 % auf Gewässer entfallen.

## Demographie
Zum Zeitpunkt des United States Census 2000 bewohnten Arlington 12.481 Personen. Die Bevölkerungsdichte betrug 985,5 Personen pro km². Es gab 4590 Wohneinheiten, durchschnittlich 362,4 pro km². Die Bevölkerung Arlingtons bestand zu 77,01 % aus Weißen, 12,27 % Schwarzen oder African American, 0,18 % Native American, 6,09 % Asian, 0,04 % Pacific Islander, 1,87 % gaben an, anderen Rassen anzugehören und 2,53 % nannten zwei oder mehr Rassen. 5,38 % der Bevölkerung erklärten, Hispanos oder Latinos jeglicher Rasse zu sein.
Die Bewohner Arlingtons verteilten sich auf 4362 Haushalte, von denen in 27,9 % Kinder unter 18 Jahren lebten. 41,7 % der Haushalte stellten Verheiratete, 11,6 % hatten einen weiblichen Haushaltsvorstand ohne Ehemann und 42,3 % bildeten keine Familien. 33,8 % der Haushalte bestanden aus Einzelpersonen und in 11,3 % aller Haushalte lebte jemand im Alter von 65 Jahren oder mehr alleine. Die durchschnittliche Haushaltsgröße betrug 2,33 und die durchschnittliche Familiengröße 3,04 Personen.
Die Stadtbevölkerung verteilte sich auf 19,4 % Minderjährige, 24,6 % 18–24-Jährige, 25,9 % 25–44-Jährige, 17,6 % 45–64-Jährige und 12,5 % im Alter von 65 Jahren oder mehr. Das Durchschnittsalter betrug 30 Jahre. Auf jeweils 100 Frauen entfielen 86,0 Männer. Bei den über 18-Jährigen entfielen auf 100 Frauen 81,0 Männer.
Das mittlere Haushaltseinkommen in Arlington betrug 43.141 US-Dollar und das mittlere Familieneinkommen erreichte die Höhe von 56.183 US-Dollar. Das Durchschnittseinkommen der Männer betrug 40.026 US-Dollar, gegenüber 30.274 US-Dollar bei den Frauen. Das Pro-Kopf-Einkommen in Arlington war 19.563 US-Dollar. 10,3 % der Bevölkerung und 6,6 % der Familien hatten ein Einkommen unterhalb der Armutsgrenze, davon waren 9,6 % der Minderjährigen und 8,8 % der Altersgruppe 65 Jahre und mehr betroffen.